# Turcja na Zimowych Igrzyskach Olimpijskich 2018

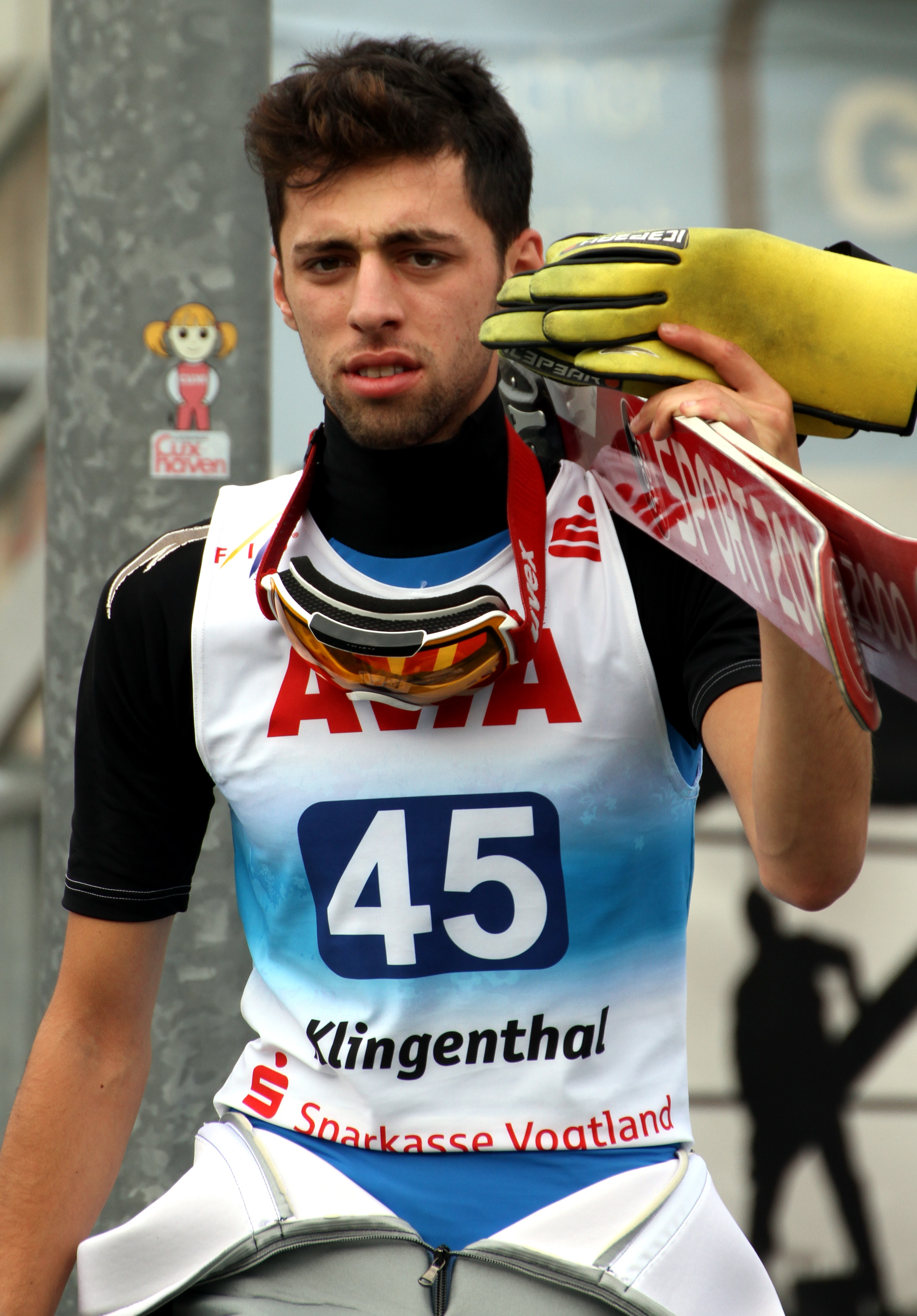
Fatih Arda İpcioğlu – olimpijczyk z Pjongczangu, pierwszy turecki skoczek narciarski startujący w igrzyskach olimpijskich

Turcja na Zimowych Igrzyskach Olimpijskich 2018 – występ kadry sportowców reprezentujących Turcję na igrzyskach olimpijskich w Pjongczangu w 2018 roku.
W kadrze znalazło się ośmioro zawodników – pięciu mężczyzn i trzy kobiety. Reprezentanci Turcji wystąpili w jedenastu konkurencjach w czterech dyscyplinach sportowych. Po raz pierwszy w historii Turcja wysłała na igrzyska olimpijskie skoczka narciarskiego. Pierwszym Turkiem, który wziął udział w rywalizacji olimpijskiej w skokach narciarskich, został Fatih Arda İpcioğlu.
Chorążym reprezentacji Turcji podczas ceremonii otwarcia igrzysk był Fatih Arda İpcioğlu, a podczas ceremonii zamknięcia – Hamza Dursun. Reprezentacja Turcji weszła na stadion jako 78. w kolejności podczas ceremonii otwarcia i 79. podczas ceremonii zamknięcia, w obu przypadkach pomiędzy ekipami z Tajlandii i Togo.
Był to 17. start reprezentacji Turcji na zimowych igrzyskach olimpijskich i 41. start olimpijski, wliczając w to letnie występy.

## Statystyki według dyscyplin
Reprezentanci Turcji wzięli udział w zawodach w czterech dyscyplinach sportowych. Najliczniejszą reprezentację, liczącą trzy osoby, wystawili w biegach narciarskich.
| Lp.     | Dyscyplina            | Mężczyźni | Kobiety | Łącznie |
| ------- | --------------------- | --------- | ------- | ------- |
| 1       | Biegi narciarskie     | 2         | 1       | 3       |
| 2       | Łyżwiarstwo figurowe  | 1         | 1       | 2       |
| 3       | Narciarstwo alpejskie | 1         | 1       | 2       |
| 4       | Skoki narciarskie     | 1         | –       | 1       |
| Łącznie | Łącznie               | 5         | 3       | 8       |

## Skład reprezentacji

### Biegi narciarskie
| Konkurencja                                         | Zawodnik                  | Kwalifikacje | Kwalifikacje | Ćwierćfinały | Ćwierćfinały | Półfinały | Półfinały | Finały  | Finały  | Finały  |
| Konkurencja                                         | Zawodnik                  | Czas         | Miejsce      | Czas         | Miejsce      | Czas      | Miejsce   | Czas    | Strata  | Miejsce |
| --------------------------------------------------- | ------------------------- | ------------ | ------------ | ------------ | ------------ | --------- | --------- | ------- | ------- | ------- |
| Bieg indywidualny kobiet na 10 km stylem dowolnym   | Ayşenur Duman             | —            | —            | —            | —            | —         | —         | 33:06,4 | +8:05,9 | 86.     |
| Sprint indywidualny mężczyzn stylem klasycznym      | Ömer Ayçiçek              | 3:57,91      | 77. nq       | NQ           | NQ           | NQ        | NQ        | NQ      | NQ      | 77.     |
| Sprint indywidualny mężczyzn stylem klasycznym      | Hamza Dursun              | 3:36,53      | 71. nq       | NQ           | NQ           | NQ        | NQ        | NQ      | NQ      | 71.     |
| Sprint drużynowy mężczyzn stylem dowolnym           | Ömer Ayçiçek Hamza Dursun | —            | —            | —            | —            | 18:45,78  | 14. nq    | NQ      | NQ      | 28.     |
| Bieg indywidualny mężczyzn na 15 km stylem dowolnym | Ömer Ayçiçek              | —            | —            | —            | —            | —         | —         | 40:28,7 | +6:44,8 | 93.     |
| Bieg indywidualny mężczyzn na 15 km stylem dowolnym | Hamza Dursun              | —            | —            | —            | —            | —         | —         | 40:05,3 | +6:21,4 | 92.     |

### Łyżwiarstwo figurowe
| Konkurencja   | Zawodnik                   | Taniec krótki | Taniec krótki | Taniec dowolny | Taniec dowolny | Nota łączna | Nota łączna |
| Konkurencja   | Zawodnik                   | Punkty        | Miejsce       | Punkty         | Miejsce        | Punkty      | Miejsce     |
| ------------- | -------------------------- | ------------- | ------------- | -------------- | -------------- | ----------- | ----------- |
| Pary taneczne | Alisa Agafonova Alper Uçar | 59,42         | 20.           | 87,76          | 18.            | 147,18      | 19.         |

### Narciarstwo alpejskie
| Konkurencja            | Zawodnik          | Przejazd 1 | Przejazd 1 | Przejazd 2 | Przejazd 2 | Czas łączny | Miejsce |
| Konkurencja            | Zawodnik          | Czas       | Miejsce    | Czas       | Miejsce    | Czas łączny | Miejsce |
| ---------------------- | ----------------- | ---------- | ---------- | ---------- | ---------- | ----------- | ------- |
| Slalom kobiet          | Özlem Çarıkçıoğlu | DNF        | DNF        | DNS        | DNS        | DNF         | DNF1    |
| Slalom gigant kobiet   | Özlem Çarıkçıoğlu | 1:27,71    | 64.        | 1:25,29    | 57.        | 2:53,00     | 57.     |
| Slalom mężczyzn        | Serdar Deniz      | DNF        | DNF        | DNS        | DNS        | DNF         | DNF1    |
| Slalom gigant mężczyzn | Serdar Deniz      | 1:23,45    | 77.        | 1:20,78    | 65.        | 2:44,23     | 67.     |

### Skoki narciarskie
| Konkurencja                                        | Zawodnik            | Kwalifikacje | Kwalifikacje | Kwalifikacje | Seria 1 | Seria 1 | Seria 1 | Seria 2 | Seria 2 | Seria 2 | Nota | Miejsce |
| Konkurencja                                        | Zawodnik            | Skok         | Nota         | Miejsce      | Skok    | Nota    | Miejsce | Skok    | Nota    | Miejsce | Nota | Miejsce |
| -------------------------------------------------- | ------------------- | ------------ | ------------ | ------------ | ------- | ------- | ------- | ------- | ------- | ------- | ---- | ------- |
| Konkurs indywidualny mężczyzn na skoczni normalnej | Fatih Arda İpcioğlu | 79,0         | 68,2         | 57. nq       | NQ      | NQ      | NQ      | NQ      | NQ      | NQ      | NQ   | NQ      |
| Konkurs indywidualny mężczyzn na skoczni dużej     | Fatih Arda İpcioğlu | 96,5         | 36,4         | 56. nq       | NQ      | NQ      | NQ      | NQ      | NQ      | NQ      | NQ   | NQ      |